# تل سرخ (ارسنجان)
تل سرخ مربوط به سده‌های میانه دوران‌های تاریخی پس از اسلام است و در شهرستان ارسنجان، بخش مرکزی، دهستان خبریز، ۳۰۰ متری شرق روستای حسین‌آباد واقع شده و این اثر در تاریخ ۲۸ شهریور ۱۳۸۶ با شمارهٔ ثبت ۱۹۷۰۸ به‌عنوان یکی از آثار ملی ایران به ثبت رسیده است.